# Петров, Александр Алексеевич (революционер)
Александр Алексеевич Петров (1882—1910) — эсер, секретный сотрудник охранного отделения.

## Биография
Из семьи фельдшера земской больницы.
В 1901 году работал народным учителем в деревне.
В 1902 году сблизился с эсерами и начал вести пропаганду в деревне.
В 1903 году был арестован, но вскоре выпущен под залог.
В январе 1906 года последовал новый арест и побег из Глазовской тюрьмы. Вскоре он стал одним из активных членов Поволжской областной организации, принимал участие в террористических актах. Был вновь арестован и приговорён к 4-м годам каторги. Вновь бежал, был переправлен за рубеж.
В 1908 году вернулся в Российскую империю, работал в Саратове. 2 января 1909 года был опять арестован, через полтора месяца дал согласие на сотрудничество с охранным отделением.

### Последний террористический акт
Убил начальника столичного охранного отделения полковника отдельного корпуса жандармов С. Г. Карпова, схвачен неподалёку от места преступления дворником при помощи городового, допрошен и осуждён к повешению.